# Slätbaken

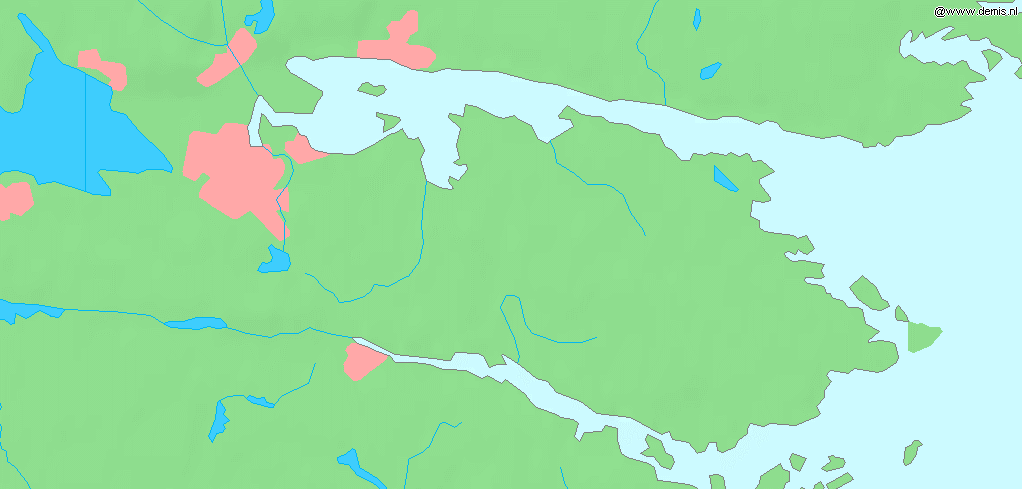
Karta över halvön Vikbolandet. Bråviken ligger i norr, Slätbaken i söder. Orten vid Slätbakens spets är Söderköping. Den största orten på kartan är Norrköping.

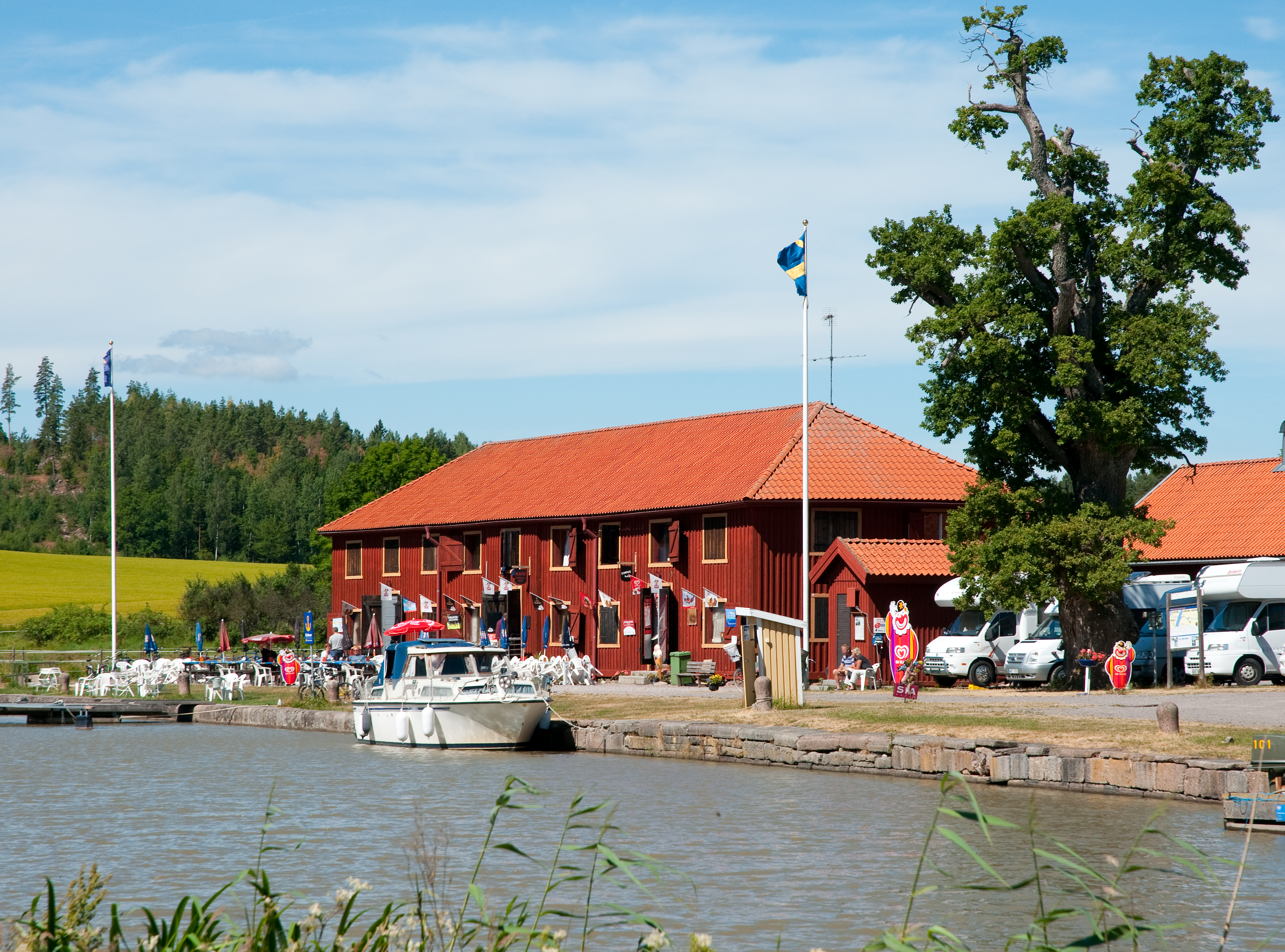
Längst in i viken ligger Mem med gästhamn och vandrarhem.

Slätbaken (på äldre sjökort även Söderköpingsviken) är en djup havsvik i Östergötland, i Söderköpings och Norrköpings kommuner. Längst in i viken ligger den östra änden av Göta Kanal vid Mem, nära Söderköping. Ruinen Stegeborg ligger på en holme i vikens sydöstra del och spärrade tidigare av det smala inloppet som ledde till Söderköping. Norr om Slätbaken ligger halvön Vikbolandet, utanför dess mynning i Östersjön ligger Sankt Anna skärgård.

## Historia
Slätbaken har länge varit betydande som en del av inloppet för Söderköping och dess föregångare. Redan på 800-talet spärrades det norra sundet vid Stegeborgs slottsruin av med pålspärrar/ stäk som senare även gav Stegeborg dess namn. Senare anlades även borgen Stegeborg, först som utpost för anläggningen Skällvikshus några kilometer sydväst om slottsholmen och senare som egen befästning. Det bredare norra sundet som idag utgör farleden till Göta Kanal var in på 1800-talet avspärrat med pålspärrar och stenkistor innan det rensades upp i samband med kanalens byggande. I samband med att landhöjningen gjorde Storån allt mindre farbar för de allt större fartygen på 1500-talet förlorade Söderköping betydelse som handelsstad, vilket i sin tur ledde till att Slätbakens betydelse som farled minskade. 
Slätbaken har viss del i historien kring den Svenska marinens födelse. Den 7 juni 1522 överlämnades i Slätbaken 10 stycken bestyckade fartyg köpta från Lübeck, och idag räknar Marinen detta datum som sitt grundande.

## Etymologi
Namnet kommer från ett tidigare namn på Killingholmen strax utanför Mem, som under senmedeltid kallades för Slätbak-ön då det troligen stack upp som ett slätt skär. Det kan då ha påmint om ryggen (bak) på ett djur. Senare har namnet kommit att betyda hela viken. Det äldre namnet för Slätbaken är inte belagt, men platsnamnen Juskön, Djursnäs och Djursö tyder på att Slätbaken tidigare haft namnet Djur, då i betydelsen vatten.